# Jean-François Bonnard
Jean-François Bonnard (* 14. September 1971 in Grenoble) ist ein ehemaliger französischer Eishockeyspieler und -trainer. 

## Karriere

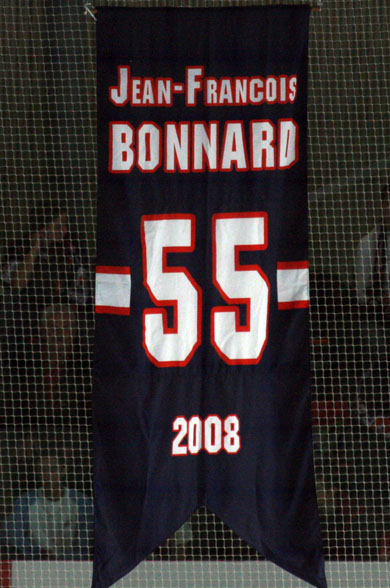
Grenoble würdigt am 6. September 2008 die #55 von Jean-François Bonnard

Jean-François Bonnard begann seine Karriere als Eishockeyspieler bei den Ours de Villard-de-Lans, für die er von 1989 bis 1993 aktiv war – zunächst in der Saison 1989/90 in der Ligue Magnus und anschließend drei Jahre lang in der Division 1, der zweiten französischen Spielklasse. Daraufhin erhielt der Verteidiger einen Vertrag in seiner Heimatstadt bei den Brûleurs de Loups de Grenoble, bei denen er in den folgenden Jahren zu einem Führungsspieler wurde. Mit Grenoble gewann er 1994 die Coupe de France und 1998 den französischen Meistertitel. Nachdem der Verein die Saison 1999/2000 aufgrund finanzieller Probleme zwangsweise im Amateurbereich verbringen musste, schloss sich der Franzose für diese Spielzeit dem HC Junior Milano an. 
Zur Saison 2000/01 nahm Grenoble wieder den Spielbetrieb in der Ligue Magnus auf und Bonnard kehrte zu seinem Ex-Verein zurück. In der Saison 2003/04 wurde er mit Grenoble zunächst Vizemeister und konnte in den folgenden Jahren mit seinem Heimatverein an alte Erfolge anknüpfen. In der Saison 2006/07 wurde er mit seiner Mannschaft zum zweiten Mal in seiner Laufbahn Französischer Meister. Zudem gewann er 2007 mit seinem Team die Coupe de la Ligue und ein Jahr später die die Coupe de France. Von 2003 bis 2007 war er zudem Assistenzkapitän in Grenoble. Nachdem Bonnard Grenoble verlassen hatte, wurde seine Trikotnummer 55 im September 2008 von den Brûleurs de Loups gesperrt und wird nicht mehr vergeben. Von 2008 bis 2010 war der Olympiateilnehmer von 2002 Spielertrainer beim Zweitligisten Sports de Glace Annecy. Anschließend beendete er seine aktive Karriere. 

### International
Für Frankreich nahm Bonnard an den U20-Junioren-B-Weltmeisterschaften 1990 und 1991 teil. Im Seniorenbereich nahm er für Frankreich an den B-Weltmeisterschaften 2002, 2003, 2005, 2006 und 2007 sowie der 2008 teil. Zudem stand er im Aufgebot seines Landes bei den Olympischen Winterspielen 2002 in Salt Lake City und beim Qualifikationsturnier für die Olympischen Winterspiele 2006.

## Erfolge und Auszeichnungen
| - 1994 Gewinn der Coupe de France mit den Brûleurs de Loups de Grenoble - 1998 Französischer Meister mit den Brûleurs de Loups de Grenoble - 2004 Französischer Vizemeister mit den Brûleurs de Loups de Grenoble - 2005 Ligue Magnus Drittes All-Star Team - 2006 Ligue Magnus Drittes All-Star Team | - 2007 Französischer Meister mit den Brûleurs de Loups de Grenoble - 2007 Gewinn der Coupe de la Ligue mit den Brûleurs de Loups de Grenoble - 2007 Ligue Magnus Drittes All-Star Team - 2008 Gewinn der Coupe de France mit den Brûleurs de Loups de Grenoble |

### International
- 2003 Aufstieg in die Top-Division bei der Weltmeisterschaft der Division I
- 2007 Aufstieg in die Top-Division bei der Weltmeisterschaft der Division I